# Víctor de Mauritania
Víctor el Moro o de Mauritania o de Milán (Mauritania, actual Magreb, s. III - Milán, 303) fue un cristiano de la antigüedad, muerto mártir. Es venerado como santo en las Iglesia católica, luterana y ortodoxa. 

## Leyenda
Nació en la región de Mauritania (actual Marruecos y parte de Argelia). Su vida y martirio son narradas por Ambrosio de Milán, en el himno Victor, Nabor, Felix pii. Según esta fuente, Víctor, con Nabor y Félix, fue un soldado de la antigua Mauritania, alistado en el ejército romano. Destinado en Milán en la época del emperador Maximiano. Cuando Maximiano decretó una nueva persecución a los cristianos, Víctor no quiso hacer los sacrificios a los dioses paganos a los que se obligaba a los soldados.

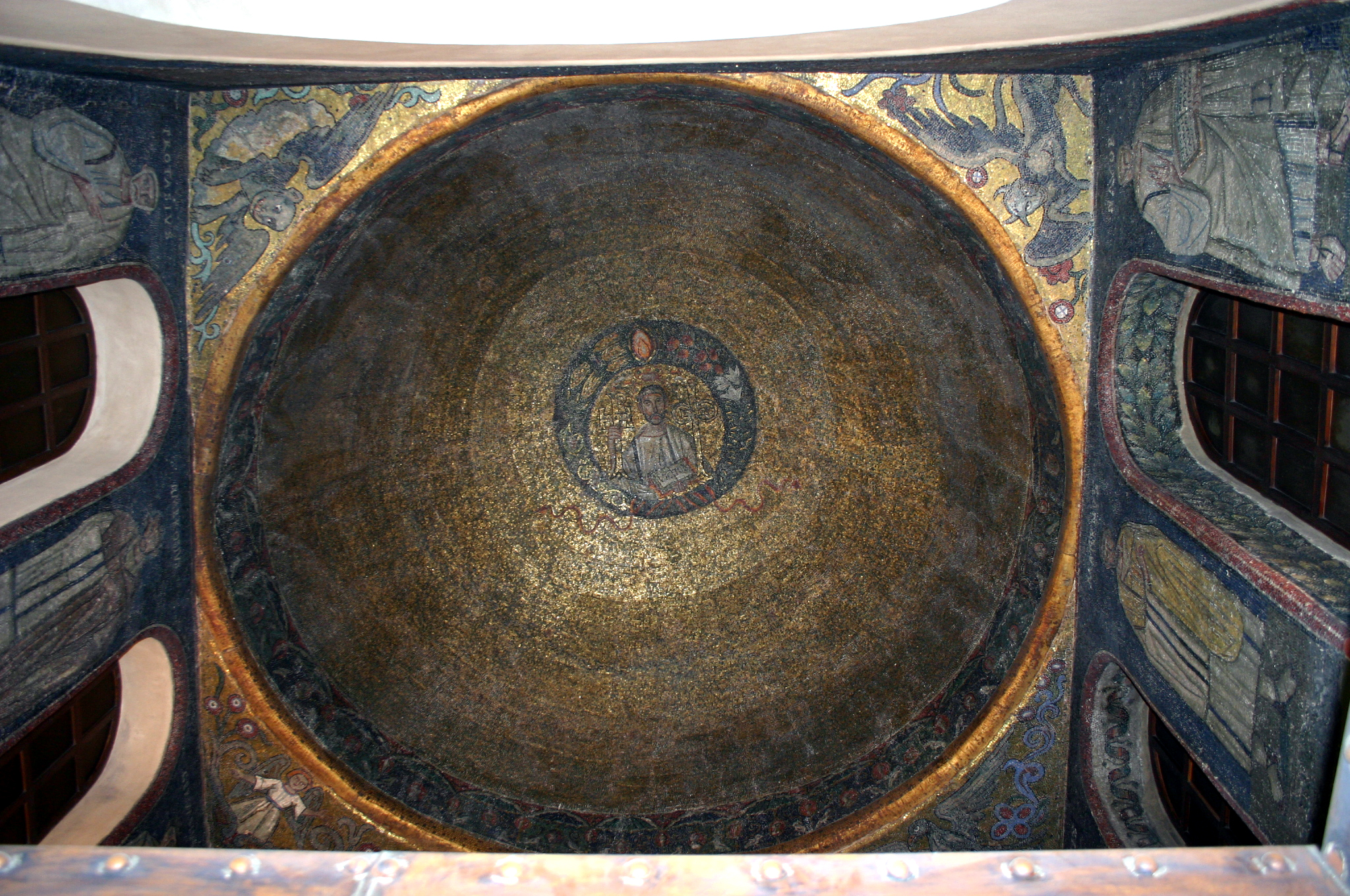
Cúpula de la capilla de San Vittore in Ciel d'Oro, en la Basílica de san Ambrosio (Milán).

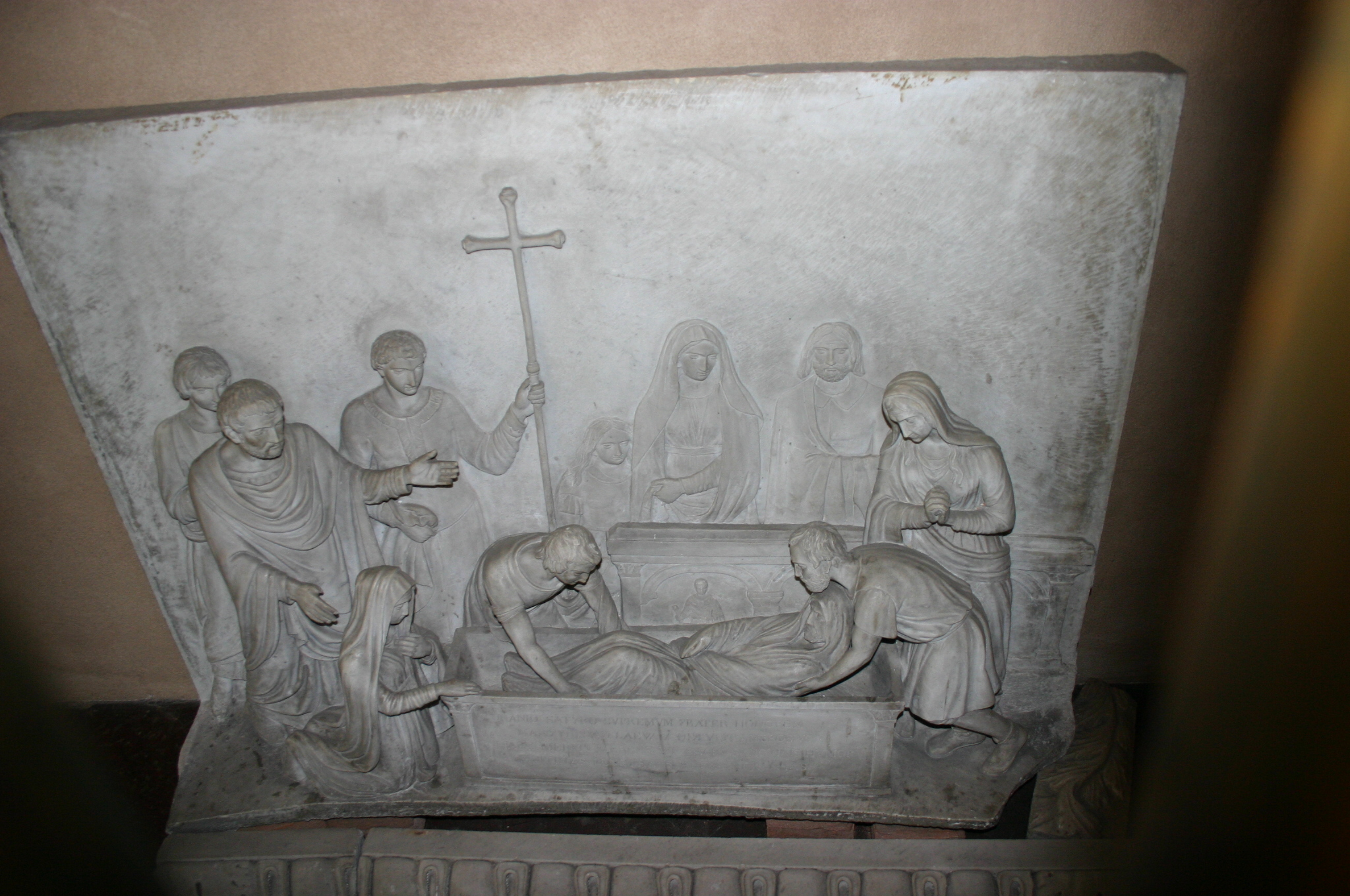
Relieve neoclásico con el entierro del santo, en San Vittore in Ciel d'Oro

Arrestado y amenazado, fue conducido al circo, donde estaba el emperador, y se negó a sacrificar a los ídolos. Fue torturado, pero consiguió escaparse. Nuevamente detenido, fue decapitado.

## Veneración
Su cuerpo fue encontrado por el obispo de Milán Materno, que lo enterró en la iglesia de San Vittore in Ciel d'Oro (por los mosaicos dorados que decoran la cúpula de la capilla), hoy forma parte de la Basílica de Sant'Ambrogio de Milán.
Su culto tuvo mucha difusión, sobre todo por obra de Ambrosio y en los territorios dependientes de la diócesis milanesa. Sólo en Milán se encuentran las iglesias de San Vittore al Corpo, San Vittore al Carcere, San Vittore al Teatro, San Vittore al Pozzo y San Vittore in Ciel d'Oro. Es patrón de Brezzo di Bedero, Varese y Arsago Seprio.
Su nombre también figura en el Calendario de Santos Luterano.